# Tiirinsaaret (ö i Norra Savolax)
Tiirinsaaret är en ö i Finland. Den ligger i sjön Koivujärvi och i kommunen Kiuruvesi i den ekonomiska regionen  Övre Savolax ekonomiska region  och landskapet Norra Savolax, i den centrala delen av landet, 400 km norr om huvudstaden Helsingfors. Öns area är 0,5 hektar och dess största längd är 120 meter i nord-sydlig riktning.  Notera att namnet antyder att det är fråga om flera öar.